# Coproxenus marshalli
Coproxenus marshalli är en skalbaggsart som beskrevs av Lewis 1897. Coproxenus marshalli ingår i släktet Coproxenus och familjen stumpbaggar. Inga underarter finns listade i Catalogue of Life.